# Polska na Letnim Olimpijskim Festiwalu Młodzieży Europy 2019
Polska na Letnim Olimpijskim Festiwalu Młodzieży Europy 2019 – reprezentacja Polski na rozegranych w dniach 21–27 lipca 2019 roku letnim olimpijskim festiwalu młodzieży Europy. Skład liczył 101 sportowców i 41 osób z nimi współpracujących.
Chorążym podczas ceremonii otwarcia festiwalu został kolarz szosowy – Hubert Grygowski.

## Medaliści
| Medal  | Zawodnik                                                                                           | Konkurencja                       | Dyscyplina    | Data     |        |
| ------ | -------------------------------------------------------------------------------------------------- | --------------------------------- | ------------- | -------- | ------ |
| złoto  | Olimpia Breza                                                                                      | Bieg na 3000 metrów (K)           | Lekkoatletyka | 23 lipca | [ 4 ]  |
| złoto  | Eryk Kołodziejczak                                                                                 | Rzut oszczepem (M)                | Lekkoatletyka | 23 lipca | [ 5 ]  |
| złoto  | Jędrzej Poczwardowski                                                                              | Bieg na 1500 metrów (M)           | Lekkoatletyka | 24 lipca | [ 6 ]  |
| złoto  | Mateusz Chowaniec                                                                                  | 50 metrów stylem dowolnym (M)     | Pływanie      | 25 lipca | [ 7 ]  |
| złoto  | Gabriela Andrukonis                                                                                | Rzut oszczepem (K)                | Lekkoatletyka | 26 lipca | [ 8 ]  |
| złoto  | Mateusz Górny Oliwer Wdowik Wiktor Gruzd Patryk Grzegorzewicz Oskar Łucki (el.) Maciej Kopeć (el.) | Sztafeta szwedzka (M)             | Lekkoatletyka | 27 lipca | [ 9 ]  |
| srebro | Patryk Grzegorzewicz                                                                               | Bieg na 400 metrów (M)            | Lekkoatletyka | 25 lipca | [ 10 ] |
| srebro | Olaf Pieczkowski Filip Pieczonka                                                                   | Gra podwójna (M)                  | Tenis ziemny  | 26 lipca | [ 11 ] |
| srebro | Krzysztof Różnicki                                                                                 | Bieg na 800 metrów (M)            | Lekkoatletyka | 27 lipca | [ 12 ] |
| brąz   | Piotr Stolarczyk                                                                                   | 51 kg w stylu klasycznym (M)      | Zapasy        | 23 lipca | [ 13 ] |
| brąz   | Krzysztof Chmielewski                                                                              | 200 metrów stylem motylkowym (M)  | Pływanie      | 24 lipca | [ 14 ] |
| brąz   | Oliwer Wdowik                                                                                      | Bieg na 200 metrów (M)            | Lekkoatletyka | 25 lipca | [ 15 ] |
| brąz   | Filip Kosiński                                                                                     | 200 metrów stylem grzbietowym (M) | Pływanie      | 25 lipca | [ 16 ] |
| brąz   | Wiktoria Guść                                                                                      | 200 metrów stylem dowolnym (K)    | Pływanie      | 25 lipca | [ 17 ] |
| brąz   | Paweł Uryniuk                                                                                      | 100 metrów stylem motylkowym (M)  | Pływanie      | 26 lipca | [ 18 ] |

| Medale według dni | Medale według dni | Medale według dni | Medale według dni | Medale według dni | Medale według dni |
| Dzień             | Data              | złoto             | srebro            | brąz              | Razem             |
| ----------------- | ----------------- | ----------------- | ----------------- | ----------------- | ----------------- |
| 1                 | 21 lipca          | 0                 | 0                 | 0                 | 0                 |
| 2                 | 22 lipca          | 0                 | 0                 | 0                 | 0                 |
| 3                 | 23 lipca          | 2                 | 0                 | 1                 | 3                 |
| 4                 | 24 lipca          | 1                 | 0                 | 1                 | 2                 |
| 5                 | 25 lipca          | 1                 | 1                 | 3                 | 5                 |
| 6                 | 26 lipca          | 1                 | 1                 | 1                 | 3                 |
| 7                 | 27 lipca          | 1                 | 1                 | 0                 | 2                 |
| Razem             | Razem             | 6                 | 3                 | 6                 | 15                |

| Medale według dyscyplin | Medale według dyscyplin | Medale według dyscyplin | Medale według dyscyplin | Medale według dyscyplin | Medale według dyscyplin |
| Dyscyplina              | złoto                   | srebro                  | brąz                    | Razem                   |                         |
| ----------------------- | ----------------------- | ----------------------- | ----------------------- | ----------------------- | ----------------------- |
| Lekkoatletyka           | 5                       | 2                       | 1                       | 8                       |                         |
| Pływanie                | 1                       | 0                       | 4                       | 5                       |                         |
| Tenis ziemny            | 0                       | 1                       | 0                       | 1                       |                         |
| Zapasy                  | 0                       | 0                       | 1                       | 1                       |                         |
| Razem                   | 6                       | 3                       | 6                       | 15                      |                         |

## Skład reprezentacji
W składzie reprezentacji Polski znalazło się 101 zawodników, z czego 52 było płci męskiej, a 49 – żeńskiej.
| Zawodnik              | Data urodzenia            | Dyscyplina          | Klub                         | Płeć |
| --------------------- | ------------------------- | ------------------- | ---------------------------- | ---- |
| Gabriela Andrukonis   | 1 września 2002(dts)      | Lekkoatletyka       | UKS Czwórka Białystok        | K    |
| Jarosław Andrzejczak  | 23 kwietnia 2002(dts)     | Lekkoatletyka       | MLKS Echo Twardogóra         | M    |
| Kamil Barłowski       | 18 grudnia 2003(dts)      | Zapasy              | Stal Rzeszów                 | M    |
| Laura Bernat          | 28 września 2005(dts)     | Pływanie            | Olimpia Lublin               | K    |
| Olimpia Breza         | 14 lutego 2002(dts)       | Lekkoatletyka       | KUKS Remus Kościerzyna       | K    |
| Maja Chamot           | 16 października 2003(dts) | Lekkoatletyka       | MKS Ustroń                   | K    |
| Krzysztof Chmielewski | 8 czerwca 2004(dts)       | Pływanie            | Muszelka Warszawa            | M    |
| Mateusz Chowaniec     | 3 października 2003(dts)  | Pływanie            | Wodnik Siemianowice          | M    |
| Zofia Chrzan          | 11 kwietnia 2005(dts)     | Pływanie            | Lokomotywa Sopot             | K    |
| Michał Daszkiewicz    | 9 stycznia 2003(dts)      | Pływanie            | UKP Unia Oświęcim            | M    |
| Mikołaj Dobrindt      | 28 marca 2003(dts)        | Pływanie            | Piętnastka Bydgoszcz         | M    |
| Andrzej Drewa         | 30 listopada 2003(dts)    | Zapasy              | Cartusia Kartuzy             | M    |
| Kacper Garnczarek     | 27 grudnia 2002(dts)      | Gimnastyka sportowa | AZS AWF Katowice             | M    |
| Martyna Glubiak       | 30 sierpnia 2003(dts)     | Judo                | GKS Czarni Bytom             | K    |
| Mateusz Górny         | 29 sierpnia 2002(dts)     | Lekkoatletyka       | BKL Bełchatów                | M    |
| Filip Grela           | 9 lipca 2003(dts)         | Judo                | GKS Czarni Bytom             | M    |
| Rozalia Gruszczyńska  | 17 marca 2004(dts)        | Tenis ziemny        | KS Górnik Bytom              | K    |
| Wiktor Gruzd          | 30 czerwca 2002(dts)      | Lekkoatletyka       | MKS Osa Zgorzelec            | M    |
| Hubert Grygowski      | 5 stycznia 2004(dts)      | Kolarstwo szosowe   | Copernicus Toruń             | M    |
| Patryk Grzegorzewicz  | 26 maja 2002(dts)         | Lekkoatletyka       | MKS-SMS Victoria Racibórz    | M    |
| Wiktoria Guść         | 14 lutego 2004(dts)       | Pływanie            | Delfin Piotrków Trybunalski  | K    |
| Sebastian Indycki     | 2 grudnia 2003(dts)       | Zapasy              | AKS Białograd                | M    |
| Dmitrij Janczylik     | 23 czerwca 2002(dts)      | Judo                | UKS Galeon Gdynia            | M    |
| Aleksandra Jankowska  | 15 sierpnia 2002(dts)     | Lekkoatletyka       | KS Podlasie Białystok        | K    |
| Katarzyna Jargieła    | 10 stycznia 2002(dts)     | Zapasy              | Cement Gryf Chełm            | K    |
| Alicja Jastrząb       | 24 marca 2003(dts)        | Koszykówka          | UKS Piłsudczyk PG1 Brzeg     | K    |
| Wiktoria Jastrzębska  | 14 kwietnia 2003(dts)     | Koszykówka          | MPKK Sokołów SA              | K    |
| Alicja Kaczmarek      | 30 września 2002(dts)     | Lekkoatletyka       | ALKS AJP Gorzów Wlkp.        | K    |
| Emily Kalenik         | 3 czerwca 2004(dts)       | Koszykówka          | KK Młode Lwice Gdańsk        | K    |
| Weronika Kapinos      | 20 listopada 2002(dts)    | Zapasy              | Czarni Połaniec              | K    |
| Kacper Karaś          | 16 czerwca 2002(dts)      | Judo                | TS Wisła Kraków              | M    |
| Kacper Karaśkiewicz   | 22 października 2003(dts) | Zapasy              | ZKS Miastko                  | M    |
| Filip Karczyk         | 29 marca 2002(dts)        | Judo                | UKS PCS Warszawa             | M    |
| Agata Kazimierczak    | 28 czerwca 2002(dts)      | Zapasy              | Bloczek Team Pelplin         | K    |
| Katarzyna Klimczyk    | 29 sierpnia 2004(dts)     | Pływanie            | MOS Opole                    | K    |
| Natalia Kobus         | 22 lipca 2002(dts)        | Judo                | UKS PCS Warszawa             | K    |
| Eryk Kołodziejczak    | 24 lutego 2002(dts)       | Lekkoatletyka       | LUKS Start Nakło             | M    |
| Maciej Kopeć          | 29 lipca 2002(dts)        | Lekkoatletyka       | WKS Wawel Kraków             | M    |
| Julia Koralewska      | 17 lutego 2002(dts)       | Lekkoatletyka       | CWZS Zawisza Bydgoszcz       | K    |
| Filip Kosiński        | 21 stycznia 2004(dts)     | Pływanie            | MUKS Olimpijczyk Suwałki     | M    |
| Michał Kowalczyk      | 9 kwietnia 2002(dts)      | Judo                | UKJ Ryś Warszawa             | M    |
| Maja Kozłowska        | 27 października 2003(dts) | Koszykówka          | AZS AJP Gorzów Wielkopolski  | K    |
| Klaudia Kronburg      | 11 kwietnia 2002(dts)     | Lekkoatletyka       | MULKS Juvenia Głuchołazy     | K    |
| Krystian Krupiński    | 14 stycznia 2003(dts)     | Zapasy              | Orzeł Namysłów               | M    |
| Zuzanna Kubacha       | 24 lipca 2004(dts)        | Tenis ziemny        | AT Kerber Puszczykowo        | K    |
| Adrian Kupczak        | 27 stycznia 2002(dts)     | Lekkoatletyka       | UKS Olimp Mazańcowice        | M    |
| Kornelia Lesiewicz    | 14 sierpnia 2003(dts)     | Lekkoatletyka       | AZS AWF Gorzów Wlkp.         | K    |
| Olaf Loska            | 9 lutego 2002(dts)        | Judo                | UKS Czechowice-Dziedzice     | M    |
| Oskar Łucki           | 11 kwietnia 2002(dts)     | Lekkoatletyka       | BKL Bełchatów                | M    |
| Marika Majewska       | 5 maja 2002(dts)          | Lekkoatletyka       | LUKS Orkan Września          | K    |
| Agata Makurat         | 17 grudnia 2004(dts)      | Koszykówka          | KS BAR Sierakowice           | K    |
| Dominika Małkowska    | 7 marca 2002(dts)         | Lekkoatletyka       | CWZS Zawisza Bydgoszcz       | K    |
| Julita Maniecka       | 15 sierpnia 2002(dts)     | Lekkoatletyka       | Hanza Goleniów               | K    |
| Marta Masłowska       | 21 marca 2003(dts)        | Koszykówka          | MUKS Poznań                  | K    |
| Kewin Metel           | 15 listopada 2003(dts)    | Zapasy              | Olimpijczyk Kędzierzyn Koźle | M    |
| Julita Michniewicz    | 12 kwietnia 2004(dts)     | Koszykówka          | AZS AJP Gorzów Wielkopolski  | K    |
| Aleksandra Mitrowska  | 14 października 2003(dts) | Koszykówka          | UKS Trójka Żyrardów          | K    |
| Joanna Mosiek         | 16 lutego 2002(dts)       | Lekkoatletyka       | MUKS Kadet Rawicz            | K    |
| Sebastian Moszczyński | 25 września 2003(dts)     | Lekkoatletyka       | OKLA Ostrołęka               | M    |
| Fabian Niedźwiedzki   | 7 listopada 2003(dts)     | Zapasy              | Mazowsze Teresin             | M    |
| Alicja Ołdak          | 9 czerwca 2002(dts)       | Judo                | UKJ Ryś Warszawa             | K    |
| Oliwia Onysk          | 26 sierpnia 2003(dts)     | Judo                | KJ Koka Jastrzębie-Zdrój     | K    |
| Małgorzata Pawlak     | 6 marca 2003(dts)         | Koszykówka          | SKS 12 Warszawa              | K    |
| Olaf Pieczkowski      | 1 lipca 2004(dts)         | Tenis ziemny        | UKS RP SPORT Olsztyn         | M    |
| Filip Pieczonka       | 9 kwietnia 2004(dts)      | Tenis ziemny        | WKS Flota Gdynia             | M    |
| Dawid Piłat           | 26 lutego 2002(dts)       | Lekkoatletyka       | LKS Stal Mielec              | M    |
| Jędrzej Poczwardowski | 29 czerwca 2002(dts)      | Lekkoatletyka       | MKL Toruń                    | M    |
| Zofia Polowczyk       | 9 października 2002(dts)  | Zapasy              | Tęcza Środa Wlkp.            | K    |
| Dagmara Pyzio         | 30 września 2005(dts)     | Gimnastyka sportowa | MKS Kusy Szczecin            | K    |
| Mateusz Ropiak        | 28 marca 2003(dts)        | Zapasy              | Zagłębie Wałbrzych           | M    |
| Krzysztof Różnicki    | 29 sierpnia 2003(dts)     | Lekkoatletyka       | GKS Cartusia Kartuzy         | M    |
| Łukasz Rykowski       | 21 lutego 2003(dts)       | Kolarstwo szosowe   | KKS Ciechanów                | M    |
| Olga Rzeszewska       | 3 stycznia 2002(dts)      | Lekkoatletyka       | ALKS AJP Gorzów Wlkp.        | K    |
| Igor Sęk              | 30 maja 2003(dts)         | Kolarstwo szosowe   | Copernicus Toruń             | M    |
| Daria Siemińska       | 10 maja 2002(dts)         | Lekkoatletyka       | LKS Lubawa                   | K    |
| Isabel Sikoń          | 20 września 2004(dts)     | Gimnastyka sportowa | MKS Kusy Szczecin            | K    |
| Kaja Skalska          | 13 czerwca 2004(dts)      | Gimnastyka sportowa | TS Wisła Kraków              | K    |
| Oliwier Skrzypczak    | 12 września 2003(dts)     | Zapasy              | Akademia Sportu Nowy Tomyśl  | M    |
| Piotr Sobolewski      | 3 października 2002(dts)  | Zapasy              | Bizon Milcz                  | M    |
| Bartosz Sołtys        | 29 sierpnia 2003(dts)     | Zapasy              | Śląsk Milcz                  | M    |
| Natalia Stokłosa      | 5 maja 2002(dts)          | Judo                | MUKS Kokoro Łódź             | K    |
| Piotr Stolarczyk      | 17 sierpnia 2002(dts)     | Zapasy              | Unia Racibórz                | M    |
| Patrycja Strzelczyk   | 13 maja 2003(dts)         | Zapasy              | Bloczek Team Pelplin         | K    |
| Tamara Szalińska      | 2 czerwca 2003(dts)       | Kolarstwo szosowe   | Ratusz Maszewo               | K    |
| Marta Sztąberska      | 14 lipca 2003(dts)        | Koszykówka          | KKS Olsztyn                  | K    |
| Klaudia Tarasiewicz   | 17 lutego 2004(dts)       | Pływanie            | Polonia Warszawa             | K    |
| Wojciech Tomczyk      | 23 listopada 2002(dts)    | Lekkoatletyka       | KS Podlasie Białystok        | M    |
| Dominika Trentkiewicz | 7 marca 2004(dts)         | Pływanie            | MOS Opole                    | K    |
| Paweł Uryniuk         | 10 maja 2003(dts)         | Pływanie            | UKS G8 Bielany               | M    |
| Michalina Walczak     | 14 sierpnia 2004(dts)     | Koszykówka          | MUKS Poznań                  | K    |
| Natalia Walczak       | 21 listopada 2002(dts)    | Zapasy              | MLUKS Karlino                | K    |
| Olga Wankiewicz       | 15 czerwca 2003(dts)      | Kolarstwo szosowe   | Copernicus Toruń             | K    |
| Oliwer Wdowik         | 3 stycznia 2002(dts)      | Lekkoatletyka       | CWKS Resovia Rzeszów         | M    |
| Zuzanna Woźniak       | 5 lipca 2003(dts)         | Judo                | UKJ Yuko Józefów             | K    |
| Maja Wróblewska       | 15 października 2003(dts) | Kolarstwo szosowe   | Ratusz Maszewo               | K    |
| Jan Wysocki           | 15 października 2002(dts) | Gimnastyka sportowa | MKS Gdańsk                   | M    |
| Aleksandra Zając      | 26 kwietnia 2003(dts)     | Koszykówka          | MPKK Sokołów SA              | K    |
| Konrad Zieliński      | 13 kwietnia 2003(dts)     | Pływanie            | UKS 190 Łódź                 | M    |
| Jan Zubik             | 28 stycznia 2003(dts)     | Pływanie            | Polonia Warszawa             | M    |
| Stanisław Żołądź      | 23 marca 2003(dts)        | Pływanie            | UKS G8 Bielany               | M    |
| Nazar Żurawel         | 17 marca 2003(dts)        | Pływanie            | WKS Śląsk Wrocław            | M    |